# Kronshagen
Kronshagen – gmina w Niemczech, w kraju związkowym Szlezwik-Holsztyn, w powiecie Rendsburg-Eckernförde, na zachód od Kilonii. W 2008 r. liczyła 11 981 mieszkańców.

## Współpraca
- Güstrow, Meklemburgia-Pomorze Przednie[1]